# كاندي جونز
كاندي جونز (بالإنجليزية: Candy Jones)‏ هي مقدمة برامج إذاعية وعارضة أمريكية، ولدت في 31 ديسمبر 1925 في ويلكس بار في الولايات المتحدة، وتوفيت في 18 يناير 1990 في مانهاتن في الولايات المتحدة بسبب سرطان.

## وصلات خارجية
- كاندي جونز على موقع IMDb (الإنجليزية)